# Agência Internacional de Pesquisa em Câncer
A Agência Internacional de Pesquisa em Câncer (português brasileiro) ou Cancro (português europeu) (AIPC; em francês:  Centre international de recherche sur le cancer - CIRC; em inglês:  International Agency for Research on Cancer, IARC) é uma agência intergovernamental que faz parte da Organização Mundial de Saúde (OMS) das Nações Unidas (ONU).
Seus escritórios principais estão em Lyon, França. O seu papel é conduzir e coordenar a investigação sobre as causas do câncer/cancro. Ela também recolhe e publica dados de vigilância em relação à ocorrência da doença em todo o mundo.
A entidade tem produzido uma série de monografias sobre os riscos de câncer para os seres humanos representados pela exposição a diversos agentes químicos e  misturas. Após a sua criação, a organização recebeu numerosos pedidos de listas de agentes conhecidos ou suspeitos
de causarem câncer em humanos. Em 1970, o Comitê Consultivo da AIPC recomendou que grupos de peritos elaborassem um compêndio sobre os produtos químicos cancerígenos e começou a publicar sua série de monografias sobre o assunto.
Em 26 de outubro de 2015, a Agência informou que o consumo de carne processada (por exemplo, bacon, presunto, salsichas) é um agente cancerígeno de classe 1 ("cancerígeno para os seres humanos"), enquanto a carne vermelha foi classificada como um agente cancerígeno classe 2A ( "provavelmente cancerígena para os seres humanos").

## Categorias da AIPC
A AIPC categoriza agentes, misturas e exposições com potencial cancerígeno em cinco categorias. Observe que a classificação se baseia apenas na força da evidência de carcinogenicidade, não no aumento relativo do risco de câncer devido à exposição, ou na quantidade de exposição necessária para causar câncer. Por exemplo, uma substância que aumenta apenas muito ligeiramente a probabilidade de câncer e a exposição só depois de longo prazo e por grandes doses seriam colocadas no Grupo 1, embora não representem um risco significativo em condições normais de utilização.
- Grupo 1: cancerígeno para os seres humanos: há evidência suficiente para concluir que pode causar câncer em humanos;
- Grupo 2A: provavelmente cancerígeno para os seres humanos: existem fortes evidências de que pode causar câncer em humanos, mas, atualmente, não é conclusivo;.
- Grupo 2B: possivelmente cancerígeno para os seres humanos: há alguma evidência de que pode causar câncer em humanos, mas neste momento está longe de ser conclusivo;
- Grupo 3: não classificável como carcinogênico em humanos: não há nenhuma evidência, neste momento, de que cause câncer em  humanos;
- Grupo 4: provavelmente não carcinogênico para humanos: existem fortes evidências de que não cause câncer em humanos. Apenas uma substância - caprolactama - foi avaliada pela sua carcinogenicidade pela IARC e colocada nesta categoria.

## Setores e programas de pesquisa
- Vigilância do câncer
- Epidemiologia genômica
- Nutrição e metabolismo
- Suporte laboratorial, biobanco e serviços
- Epidemiologia do meio ambiente e estilo de vida
- Epigenômica e mecanismos
- Detecção precoce, prevenção e infecções
- Síntese e classificação de evidências (Classificação de Tumores da OMS, Programa de Monografias da IARC e Manuais de Prevenção do Câncer da IARC)
- Aprendizado e desenvolvimento de capacidades

### Setor de Epidemiologia Genômica:
O objetivo principal do Setor de Epidemiologia Genômica (GEM; em inglês) é aprimorar a compreensão sobre o surgimento e a sobrevivência ao câncer, além de melhorar a detecção precoce da doença. Muitos dos projetos do GEM são desenvolvidos em colaboração com uma ampla rede de parceiros internacionais e frequentemente envolvem a coordenação de consórcios de estudos de caso-controle e coortes de diversas partes do mundo.

#### Consórcios de estudos
| Projeto/Acrônimo                                      | Descrição | Website |
| ----------------------------------------------------- | --- | ------- |
| BEED                                                  | O BEED (Bladder Cancer Epidemiology and Early Detection in Africa) investiga o papel de infecções, fatores ambientais e de estilo de vida no câncer de bexiga em populações africanas. Além disso, avalia a utilidade de mutações no promotor do gene TERT (TERTpm) como biomarcador para diagnóstico precoce e triagem de pacientes sintomáticos. O estudo busca melhorar estratégias de prevenção e detecção em contextos de recursos limitados.         | [ 9 ]   |
| DISCERN                                               | O projeto DISCERN (Discovering the Causes of Three Poorly Understood Cancers in Europe) visa identificar as causas do câncer renal, pancreático e colorretal, além de explicar sua distribuição geográfica na Europa Central e Oriental. Utiliza métodos epidemiológicos e genômicos para explorar fatores de risco regionais e disparidades na incidência.                                                                                                | [ 10 ]  |
| HEADSpAcE                                             | O HEADSpAcE (Translational Studies of Head and Neck Cancer in South America and Europe) analisa as razões para o prognóstico desfavorável do câncer de cabeça e pescoço, incluindo fatores individuais e estruturais que levam ao diagnóstico tardio. Financiado pela Comissão Europeia, o projeto reúne 18 instituições de quatro continentes para desenvolver diretrizes clínicas que reduzam a proporção de casos diagnosticados em estágios avançados. | [ 11 ]  |
| Integrative Analysis of Lung Cancer Etiology and Risk | Análise Integrativa da Etiologia e Risco do Câncer de Pulmão: este projeto avalia biomarcadores de risco para câncer de pulmão, integrando dados do projeto LC3 (vide abaixo). O objetivo é aprimorar a predição de risco por meio da análise combinada de marcadores biológicos, epidemiológicos e clínicos em uma coorte de mais de 3 milhões de participantes.                                                                                          | [ 12 ]  |
| Mutographs                                            | O projeto de pesquisa Mutographs estuda assinaturas mutacionais para (i) Explicar diferenças geográficas e temporais na incidência global do câncer; (ii) identificar processos biológicos subjacentes a padrões mutacionais; (iii) monitorar exposições a agentes mutagênicos em células humanas normais. | [ 13 ]  |
| Rare Cancers Genomics                                 | Genômica de Canceres Raros: esta iniciativa internacional e multidisciplinar é um esforço de ciência aberta e investiga características moleculares de cânceres raros. Atualmente possui dois eixos: um sobre o mesotelioma pleural maligno (projetos MESOMICS e MESOMICS2); o outro sobre neoplasias neuroendócrinas (projetos lungNENomics e panNENomics).                                                                                               | [ 14 ]  |
| LC3                                                   | Criado pelo National Cancer Institute (NCI) dos EUA, o LC3 (Lung Cancer Cohort Consortium) reúne dados de mais de 3 milhões de participantes e 70 mil casos de câncer de pulmão para pesquisas colaborativas sobre fatores de risco e etiologia. O banco de dados centralizado inclui informações clínicas, de estilo de vida e biomarcadore | [ 15 ]  |
| VOYAGER                                               | O projeto VOYAGER investigou como fatores genéticos hereditários influenciam o risco e os desfechos de cânceres da cavidade oral e orofaríngeos relacionados ao HPV. Envolveu cinco coortes da América do Norte, e dois estudos no Reino Unido e Europa, combinando dados genômicos e epidemiológicos. | [ 16 ]  |